# Xoïs
Xoïs était à l’emplacement de la grosse bourgade de Sakha, située à quatre kilomètres au sud de Kafr el-Cheik dans le nord du delta du Nil. Elle est le chef lieu du nome éponyme depuis les débuts de l'histoire du pays, le district étant cité notamment dans la liste des domaines funéraires et des charges incombant à Metjen un haut nomarque du règne de Snéfrou, fondateur de la IVe dynastie et père de Khéops. 
Cette cité était jadis la cité de Khasouou d’où serait originaire, d’après Manéthon, la XIVe dynastie qui aurait connu 76 rois, ayant régné sur une période de 184 ans. Ces chiffres sont sans doute exagérés quant au nombre des années, mais paraissent correspondre à la réalité en ce qui concerne le nombre des rois qui occupèrent le trône de la Basse-Égypte dans la cité de Khasouou.
Ces rois, mal connus, précédèrent la période des Hyksôs en Égypte qui fournirent les rois des XVe et XVIe dynasties. Pendant que les rois de la XIVe dynastie régnaient sur le delta, une autre famille régnait sur la Haute-Égypte avec Thèbes pour capitale.
Ainsi, la cité de Khasouou fut une ville importante connue à l’époque grecque sous le nom de Xoïs alors qu’elle était la capitale du VIe nome de la Basse-Égypte. La ville de Xoïs fut décrite par le géographe grec Strabon et par de nombreux auteurs anciens. Strabon dit qu’à l’intérieur des terres, en amont des bouches Sébennytique et Phatnitique, se trouve Xoïs, île et ville à la fois, située dans le nome Sébennytique. Il y subsistait naguère des restes importants des établissements ptolémaïques et romains. Mais tout a disparu, mis à part un sphinx, un chapiteau gréco-romain et quelques colonnes dans la cour de l’église.
Le sphinx décapité se trouve actuellement sur une place située au bas de la colline, du côté nord, où fut construite l’église de la Vierge. Ce sphinx est placé sur un piédestal de béton.
Le patron de la ville de Khasouou, puis de Xoïs, fut le dieu Rê qui devint au Moyen-Empire Amon-Rê. À l’époque ptolémaïque, la ville de Xoïs vénérait une triade composée d'Amon-Rê, de Mout et de Khonsou. La déesse Hathor était également vénérée à Xoïs.